# Station Vierzon-Forges
Station Vierzon-Forges is een spoorwegstation in de Franse gemeente Vierzon.